# Барбье, Джордж
Джордж Барбье (англ. George Barbier; 19 ноября 1864 — 19 июля 1945) — американский актёр кино и театра.

## Биография
Барбье поступил в Крозерскую богословскую семинарию, но бросил её, чтобы выступать на сцене. Начал свою карьеру в оперетте. В итоге сыграл на Бродвее, где он появился в семи спектаклях между 1922 и 1930 годами, среди них «Горбун из Нотр-Дама» и «Человек, который пришел».
Подписал контракт с Paramount Pictures в 1929 году, а позже работал актёром для большинства основных студий. Его первым фильмом стал «Большой пруд» (1930). Тяжелый, с белыми волосами Барбье часто играл помпезных, но в основном добросердечных бизнесменов или патриархов во второстепенных ролях. Джордж Барбье появился в 88 фильмах до своей смерти в 1945 году.